# Orbital Flight Test-2
Orbital Flight Test-2 (OFT-2) war ein unbemannter, orbitaler Testflug des neuen US-amerikanischen Raumschiffs CST-100 Starliner.

## Hintergrund
Das Starliner-Raumschiff wird von Boeing im Rahmen des Commercial Crew Program der NASA entwickelt und betrieben. Der Orbital Flight Test-2 wurde als Wiederholungsmission vereinbart, nachdem beim ersten Versuch im Dezember 2019 mehrere schwerwiegende Softwarefehler aufgetreten waren, die dazu führten, dass die Internationale Raumstation nicht erreicht werden konnte. Ein erfolgreicher unbemannter Testflug war die Voraussetzung für einen bemannten Testflug, erst danach kann die Starliner-Kapsel für regelmäßige bemannte Flüge eingesetzt werden.
Das Konkurrenzmodell Crew Dragon von SpaceX hat seine entsprechenden Testflüge schon erfolgreich absolviert und wird seit November 2020 bereits für regelmäßige bemannte Raumflüge eingesetzt.

## Finanzierung
Boeing bildete im Jahresabschluss 2019 eine Rückstellung von 410 Millionen US-Dollar für die Maßnahmen zur Fehlerbehebung und den Wiederholungsflug. Die finanzielle Lage des Unternehmens war zu diesem Zeitpunkt bereits wegen technischer Mängel des Flugzeugs 737 Max angespannt; ab März 2020 verschärfte sie sich durch die von der COVID-19-Pandemie ausgelöste Luftfahrtkrise.

## Startverzögerungen
Der Start war ursprünglich für den 30. Juli 2021 geplant. Nachdem jedoch am 29. Juli 2021 eine Fehlfunktion des russischen Moduls Nauka nach dessen Andocken an der ISS zu einem kurzzeitigen Kontrollverlust über die Lage der Raumstation führte, wurde der Start zunächst auf den 3. August 2021 und später wegen Problemen mit dem Antriebssystem der Kapsel seitens Boeing auf unbestimmte Zeit verschoben. Eine weitere Quelle für Verzögerungen ergab sich dadurch, dass an der ISS nur zwei IDA-Kopplungsstutzen für moderne US-Raumschiffe vorhanden sind. Die OFT-2-Mission war daher nur möglich, wenn nicht gerade zwei Dragon 2-Kapseln angedockt sind. Der Start wurde schließlich auf den 19. Mai 2022 terminiert.

## Missionsverlauf
Der CST-100 Starliner startete am 19. Mai 2022 um 22:54 UTC mit einer Atlas-V-Trägerrakete vom Startplatz SLC-41 der Cape Canaveral Space Force Station in Florida. Die Trägerrakete brachte das Raumschiff auf eine suborbitale Bahn in 180 Kilometern Höhe, von der aus es mit eigenem Antrieb die Internationale Raumstation in etwa 400 Kilometern Höhe anflog. Trotz des Ausfalls zweier Triebwerke des Starliner-Servicemoduls konnte die ISS aufgrund ausreichender Redundanzen wie geplant erreicht werden. Dort dockte das Raumfahrzeug nach rund 26-stündigem Flug automatisch an dem Kopplungsadapter PMA-2 des Harmony-Moduls an. Nach knapp fünftägigem Aufenthalt an der ISS wurde die Kapsel abgedockt und der Wiedereintritt eingeleitet. Die Landung an einem Fallschirm erfolgte am 25. Mai um 22:49 UTC auf der White Sands Missile Range in New Mexico.
Auf dem Hinflug lieferte die Kapsel rund 250 kg Versorgungsmaterial zur ISS und brachte auf dem Rückweg rund 300 kg verbrauchtes Material zurück zur Erde.

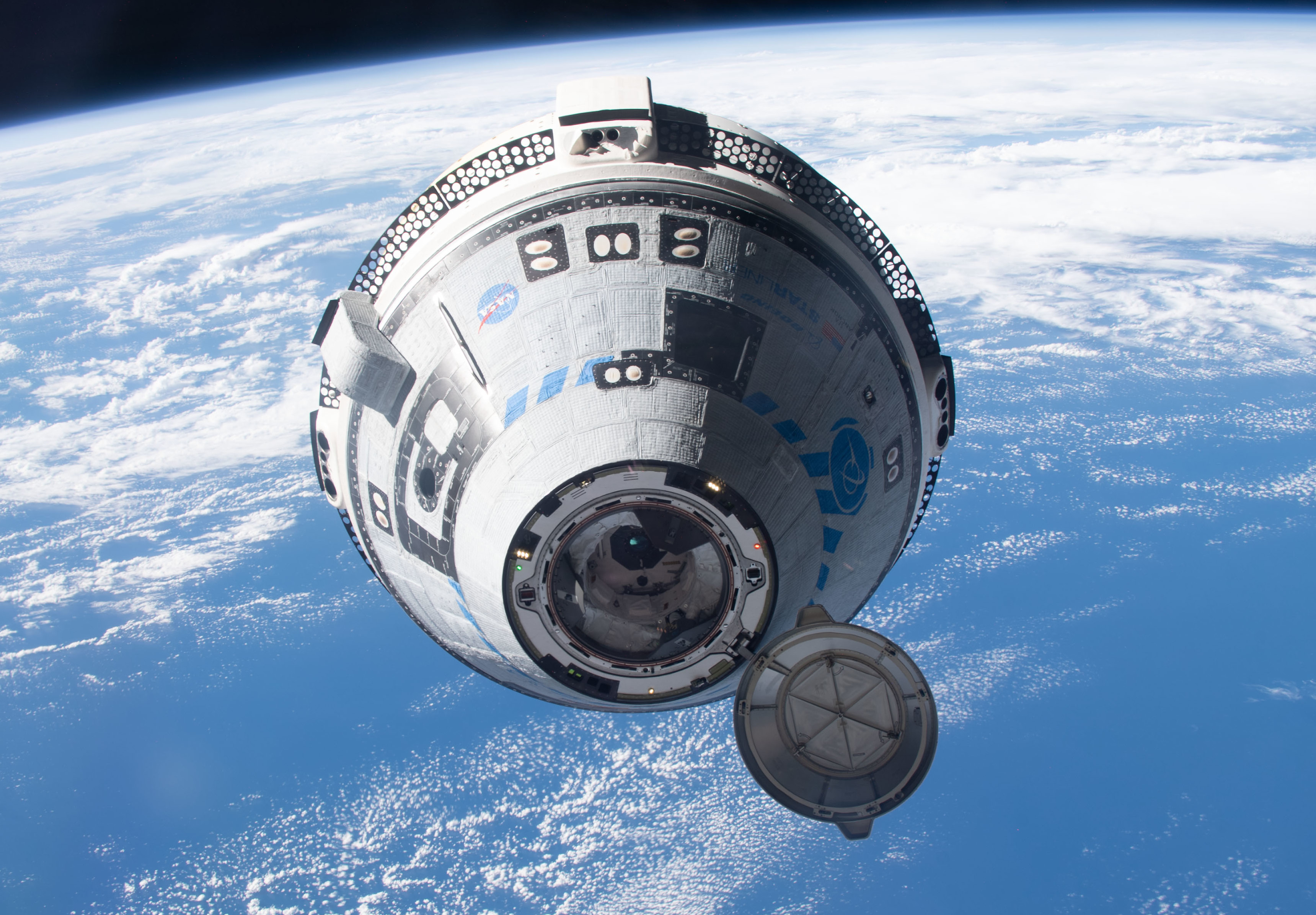
Starliner im Anflug auf die ISS
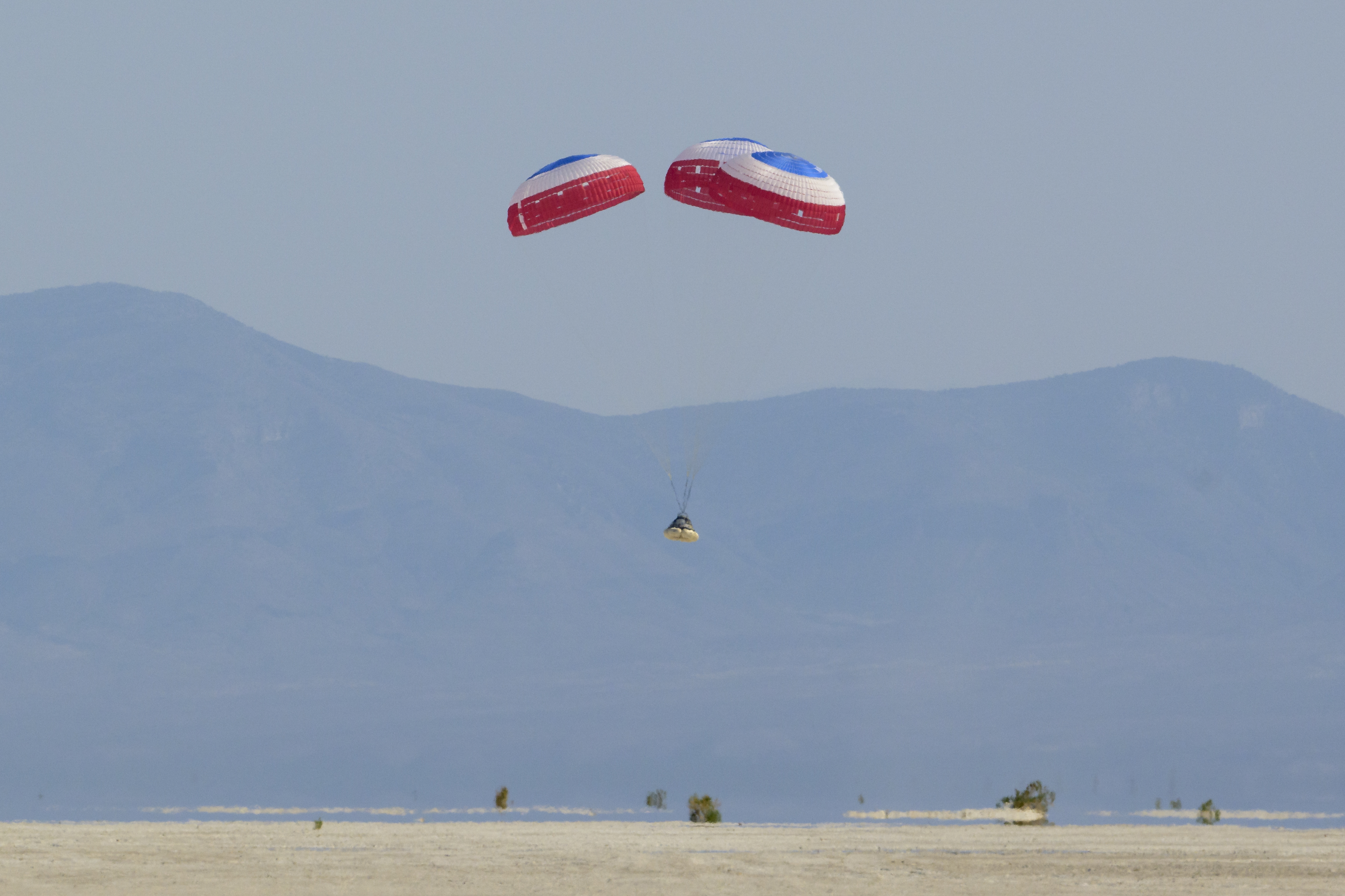
Landung auf der White Sands Missile Range
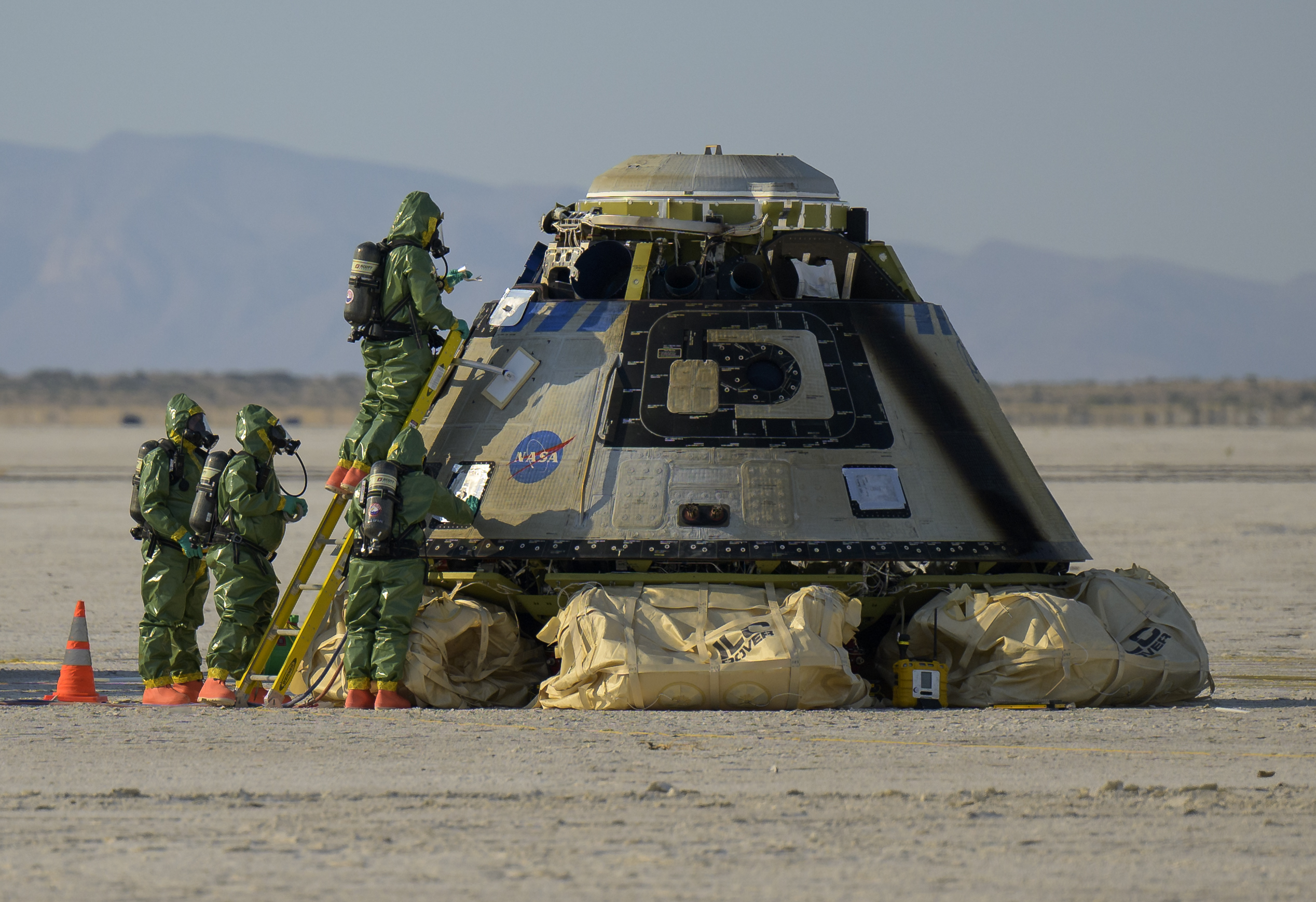
Raumkapsel nach der Landung